# Киршино (Печорский район)
Ки́ршино — деревня в Печорском районе Псковской области России. Административный центр сельского поселения «Кулейская волость».
Расположена на севере района близ берега Псковского озера. В 3 км к западу от деревни проходит граница РФ с Эстонией.

## Население
Численность населения составляет 172 жителя (2000 год).
| 2001 | 2002 | 2010 |
| ---- | ---- | ---- |
| 172  | ↗195 | ↘161 |